# 三一九槍擊事件
三一九槍擊案發生於2004年3月19日下午，時任中華民國總統陳水扁和副總統呂秀蓮在臺南市金華路上進行競選活動時遭到槍擊，造成陳水扁與呂秀蓮分別於腹部與膝蓋受傷。此案件被認為對於隔日舉辦的第11任正副總統選舉投票產生影響，使其成為選舉競爭對手連宋陣營於敗選後拒絕接受選舉結果的原因之一。槍擊案經美籍刑事專家李昌鈺等人調查後，由臺灣臺南地方法院檢察署及刑事警察局結案，認定該事件的嫌犯為已自殺身亡的陳義雄（1941年5月11日—2004年3月29日）。

## 事件過程
2004年3月19日，爭取總統連任的民主進步黨籍總統陳水扁、副總統呂秀蓮在民進黨大票倉臺南市金華路掃街拜票，在下午1時45分發生槍擊事件。由於當時道路兩旁群眾正在放鞭炮迎接總統來訪，巨大的噪聲掩蓋了槍聲，也沒有人看見嫌犯，使嫌犯可以在煙霧中逃離現場。總統、副總統隨後被送往離事發地點5.8公里外的奇美醫院治療。 根據事後警方調查，兇手共開了2槍，其中一顆子彈穿過汽車擋風玻璃後擊中副總統呂秀蓮膝蓋，另一顆則擦過陳水扁腹部。
事件在2時左右最先有媒體報導，最早的報導稱總統及副總統被鞭炮炸傷，但是也有傳聞稱是子彈攻擊。總統府祕書長邱義仁在3時30分召開記者會，說子彈在總統身上、呂秀蓮是在競選行程中遭到槍擊，並已經送往奇美醫院治療，而在回應記者問題「總統既然中彈，他是步行進醫院的嗎？」時，露出笑意並回答：「可能嗎？」，而被稱為「神秘的微笑」。醫院隨後也召開記者會，公布了3張總統腹部的照片和一些沾滿血跡的衣物，但表示只傷及總統的脂肪組織，並沒有打穿腹腔。傷口有11公分長，3公分深，共縫了14針。而兩顆子彈也分別在總統的衣服和汽車中找到。
總統、副總統在當晚7時30分離開奇美醫院，乘總統專機離開臺南，返回臺北，國安機制在總統遭槍擊後立即啟動。

## 刑事調查
事件發生後，台南市警察局立即展開偵察，在事件發生一周後公布一卷監視錄影帶，其中拍攝到兩名嫌疑男子，但當地民眾普遍反應沒有看到過這個人，認為不是本地人。泛藍人士對於當地警方的偵察表示懷疑，認為有政治力介入的可能性，因此提出由國際專家對案件進行調查，泛綠陣營對此亦表示同意。
3月29日，美籍華人李昌鈺博士推薦的3名美國刑事和彈道專家抵達臺灣，開始調查工作，他們取得了事件發生時的所有證物，並到現場勘察，將會把採樣到的資料帶回美國，與李昌鈺共同討論。民進黨雖然之前表示歡迎國際刑事專家對事件展開調查，不過在3月29日當天又表示，李昌鈺身為連宋北美後援會的會長，有關聘請李昌鈺的事宜都是由泛藍陣營搭線，陪同美國專家做翻譯的雷倩也是新黨黨員，因此對李昌鈺的公正性提出了質疑，但仍表示不抗拒刑事局與李昌鈺一同進行分析調查。
3月30日，3名美國專家結束調查工作，在離台前的記者會上，他們表示受到臺灣政府的充分配合，並且還會見了陳水扁本人，並親自檢查了他的傷口。他們認為傷口確實是槍傷無誤，而且是新的傷口，但是無法作出進一步推斷，因為傷口已經開始癒合。此外他們還表示基本上已經能夠確定兇手是近距離還是遠距離射擊，但目前不能公開，因為詳細的鑒定結果必須跟李昌鈺博士確認後才可公布。
4月9日，李昌鈺抵達臺灣後，在機場表示自己只是進行鑑識工作，後續的調查還需要臺灣政府部門自行負責，而且他表示事件可能成為一宗懸案。當天他首先祕密拜訪總統府，檢查了陳水扁和呂秀蓮的傷口，確認是槍傷，而且是新的，但是就無法推測具體受傷的時間；隨後他又到臺北調查局領取所有證物和照片進行研究。李昌鈺於下午到達臺南，先訪問奇美醫院與醫生談話，再度確認之前受懷疑的X光片沒有問題。晚間他來到案發現場，採用雷射技術判斷出兇手可能是躲在公共汽車牌附近射擊，而且由於車內滿佈細微玻璃碎片，是由外向內射擊所造成的無庸置疑。李昌鈺還發現子彈有機器印（machine mark），這需要進一步調查；至於陳水扁的外套上並沒有火藥殘留痕跡，代表遠距離射擊可能性極高。

### 李昌鈺記者會
臺灣最高法院檢察署及刑事警察局召開聯合記者會當晚，鑑識專家李昌鈺博士隨即在美國康乃狄克州自宅召開記者會。他首先肯定臺灣警調單位「取得重大進展及突破」。他說，時任刑事局局長侯友宜於案情發表會前日曾與他通過電話，把案情做了一次最新的彙報。依台北警方目前最新偵辦進度而言，他認為三一九槍擊案情可能有重大進展。
他也表示，依目前證據研判，陳義雄為凶嫌的可能性非常高。並建議：「由於陳義雄已被發現在台南安平港溺斃，溺斃的確比較難以確定是他殺或自殺，但仍可以從地點、是否有遺書、屍體外傷等查出重要線索。即使陳已火化，也可從驗屍照片、法醫的記錄等，查出蛛絲馬跡。」
李博士表示，國外也有許多嫌犯已死亡、兇器未尋獲，但仍逕自宣布破案的例子。他表示：「最重要的是辦案人員能否達到百分之百的確信。例如三一九槍擊事件，警方即是運用排除法，逐一排除不可能涉案的槍枝。檢警所謂的重大突破，即是指目前己排除了百分之九十，只剩百分之十待查。一旦比對到僅剩一把槍未查，即使該槍枝未尋獲，仍可視為重要證據。」他同時承諾，必要時將返臺協助調查。

### 李昌鈺調查報告[9]
8月28日晚11時，李昌鈺在美國召開記者會，宣布已經完成其133頁的調查報告，當晚就交給駐紐約臺北經濟文化辦事處，立即以外交包裹形式送回台北，轉交負責刑事偵查的檢察總長盧仁發。記者會上，李昌鈺對媒體做作出以下幾點交代：
1. 李昌鈺的調查小組在子彈上找到十分特殊的“工具痕”（machine mark），對偵查十分有幫助，如能找到作案時使用的槍管，就可進行比對。李昌鈺稱，只要找到槍枝，案件就解決了大半；
2. 對陳水扁衣服的檢驗結果發現，夾克上大部分不是血跡，而是藥用油膏；在陳水扁的襯衫上也發現大量藥用油膏（事後陳說他以為是被鞭砲打到，於是叫隨車警衛官張春波給他擦了面速力達姆藥油）[10]；
3. 子彈上發現藍、白衣服纖維；
4. 歹徒所使用的槍支是特制的土製槍枝，由於工具痕特性一致，所以應為同一槍管。如果是兩支槍管，那會是用同一機器制成，然後切成兩半；
5. 由於兇手非常專業，而卻又使用火力很小的槍枝，因此可以排除是政治謀殺行為。

李昌鈺表示自己的報告不設政治立場，不作任何推斷，也不受臺灣藍綠和美國任何一方政治勢力的影響。但是他卻又表示“如果仔細讀（《李昌鈺博士鑑識團隊的調查報告》），就可以知道是什麼意思”。但是藍綠兩陣營對此的解讀卻完全相反，各自強調對自己有利的證據來發揮，民進黨稱該調查報告與刑事局之前的調查報告基本相似，而李昌鈺做出的“非政治謀殺”推論結論過於倉促，因為臺灣與美國的情況不同，不應那麼早排除任何可能。藍營則指，“非政治謀殺”的結論證明了藍營的清白，他們更進一步指出，既然動機非純粹的暗殺，則唯一可能的解釋就是企圖影響選舉結果，而這又是對當時選情並不看好的綠營有利。
2004年8月中華民國最高法院檢察署公布《李昌鈺博士鑑識團隊的調查報告》，證物編號4的夾克右下緣有類似彈孔狀之孔洞，報告認為“彈洞的形狀和形態說明這個彈頭有可能是以低角度，由側面穿入夾克內”。但是調查報告公布之后，仍有一些媒体的報導说，陳總統的夾克沒有破洞；据中廣新聞陳弘志報導，2004年12月李昌鈺返臺期間，回答关于調查結果的五個鑑識上的提问，表示「不知道」：
- 子彈穿過陳總統的襯衫並劃傷肚皮，夾克卻沒有破洞，原因「不知道」。
- 陳總統的夾克沒有破洞，襯衫為何會出現六個小洞「不知道」。
- 作案槍枝型號「不知道」。
- 火藥用量多寡「不知道」。
- 吉普車的車速「不知道」。

李昌鈺說，由於部份資料不齊，刑事警察局和部份民間單位據此所做的各項模擬試射結果，其實並不能回推當時槍擊真正的情形。但到22日時，新聞又稱李昌鈺強調：「外界質疑總統夾克上只有一個洞，但為何在襯衫上卻有6個小洞，這些其實在物理上都說得過去。」

## 公布涉案者及宣布結案
2005年3月7日，臺灣最高法院檢察署及刑事警察局召開聯合記者會，时任刑事警察局长的侯友宜宣布，三一九槍擊事件開槍的嫌犯為已溺斃的陳義雄。但由於凶槍等證物尚未尋獲，目前仍不宣布破案。侯友宜称警方公布陳義雄的照片之后，陈便畏罪自杀；陳義雄家人已经坦诚陳義雄涉案，他在死前曾留有遗书承认犯案，但家人为保护陳義雄名誉已经将该遗书销毁，并将陳義雄之死上报为意外死亡。
陳義雄已於2004年3月29日，即槍擊案發生後10日，落海溺斃於安平港，且其生前留下的遗书已经被毁。
2005年8月17日，臺灣最高法院檢察署檢察總長吳英昭正式宣布結案，由於涉案的陳義雄已死，全案予以不起訴處分。

### 提供槍枝嫌犯落網
- 2013年1月25日，三一九槍擊案事件中，製造犯案槍枝的的嫌犯唐守義從中國大陸廈門被押解回臺，隨後將被移送臺南地檢署[18]。

## 影響
這次事件對於2004年中華民國總統大選有著相當大的影響。在事件發生後，泛綠和泛藍兩個陣營都宣佈取消一切競選活動（但泛綠支持者當晚聚在醫院外幫陳水扁祈福），不過中選會宣佈次日舉行的投票將如期舉行，原因是陳水扁僅受輕傷，不符合正副總統選罷法必須為候選人死亡或重傷才能延後投票的規定，而連戰陣營當時也未提出延期投票的要求。國民黨主席連戰在晚間陳水扁回到台北官邸後也親自前往探視，但是因陳水扁已經就寢遭到拒絕，連戰在留下名片後離去。
事件的影響可能主要來自槍擊發生的時間（投票前夕），以及案發後政府第一時間處理的程序。例如一個被質疑的環節是，正副總統輕傷傷勢在奇美醫院已獲妥善處理而無大礙，但相關單位在案發後第一次召開的記者會，卻未將此點詳細說明，而做出子彈仍在傷者身上的評論，一度使選戰雙方和支持者流言四起。
案發稍晚，泛藍泛綠同聲譴責暴力，不過泛藍表示希望政府在3月19日午夜前公佈初步的調查結果。支持泛藍的飛碟電台成員則在媒體上質疑槍擊案真實性，支持泛綠的地下電台則說藍營聯合中共打臺灣人總統。
- 2004年3月19日晚間，超過法定選舉時間節後，於連宋競選總部開記者會質疑陳水扁遭槍擊事件，隨後馬英九開記者會否定陳文茜發言與連宋競選總部相關。陳文茜在2005年接受中國南方人物周刊專訪時坦承「當時我們已經講好，我做黑臉，馬英九做白臉，大家都是在演戲，有什麼要生氣的。」因而遭到曹長青痛罵「惡劣，不要臉」。

泛藍人士大多認為槍擊案對泛綠選情有很大的幫助，而多數泛綠人士則認為槍擊案本身同時刺激泛藍及泛綠選民的投票率；泛綠及部分泛藍本土派認為真正可能扭轉選情的是泛藍對於槍擊案的處置不當（質疑槍擊案為假）。
國際一些著名媒體，包括CNN和BBC，都在第一時間做出報導；日本首相和菲律賓總統向陳水扁發出慰問電話。中國大陸國台辦則表示「將繼續注意事態的發展」，新華社稱「陳水扁、呂秀蓮在臺南市街頭進行選舉活動時遭槍擊，陳、呂受輕傷。」。
在次日舉行的大選投票中，陳水扁和呂秀蓮都出現在投票所，兩人分別發表了一段講話，稱不會被子彈打倒。大選的開票結果是陳呂獲勝，雙方得票率勝差為0.228%。
當時泛藍陣營認為，由於數萬軍警等公務人員因受管制無法順利投票，被認為直接逆轉了泛藍陣營原可勝選的結果（軍公教大多為泛藍選民），但經選舉無效之訴合議庭調查後認為雖啟動國安機制，軍憲警人員並未增額留守。

## 各方質疑
外界对于刑事警察局调查结果的质疑主要集中在枪枝下落及嫌犯死亡的方式（有人質疑陳義雄生前是渔民，擅长游泳，溺水身亡的原因為何），泛藍更懷疑陳義雄遭滅口。
遗书及家属态度也是另一項關鍵，刑事局亦称其家人因五次接受测谎未通过，加上為維護陳義雄名譽，對案情多所隱瞞，遺書亦早已焚毀。國民黨仍高度質疑調查的確實性，並表示2005年3月19日的三一九週年仍會舉行大規模抗議。而甫於2005年2月24日與陳水扁舉行扁宋會的親民黨也表示，嫌疑人已经死亡，使案件死无对证，对检调结果存疑。
然而當此事件告一段落，部份陳義雄家屬接受新聞媒體採訪，被問及陳義雄是否是真犯人時，家屬並不直接回答，只說「這樣的結果我們不能接受」、「我們只希望還給我們一個平靜」。唯2006年3月12日陳義雄家屬翻供，並指責檢警逼供，案情再度產生新疑點。
當事人之一的副总统吕秀莲則表示：民进党政府保护民主人权，不会像過去國民黨執政時那样栽赃无辜，這樣子結案她也不能接受，希望能繼續偵辦下去。在當時擔任行政院長的謝長廷也表示，必要時仍可再次邀請李昌鈺來臺檢視。
2006年3月家屬翻供後，呂秀蓮發表兩點聲明：「一、呼籲各界尊重死者人權，體諒家屬處境，勿以政治因素干擾其生活安寧，但她本人願與家屬晤談以了解實情。二、為穩定政局，並杜國內外悠悠之口，建議新任最高法院檢察署檢察總長另組專案小組，繼續偵查三一九槍擊案，以期真相大白。」

## 後續發展

### 三一九槍擊事件真相調查特別委員會
2004年8月24日立法院三讀通過《三一九槍擊事件真相調查特別委員會條例》。由於條例部分內容侵犯五權分立原則（組成方式規定必須按照立法院中的政黨席位的比例來安置委員數量），此舉等同讓立法院多數席次的中國國民黨與親民黨經由過半數席次控制真調會，對民主進步黨不利，故行政院隨即提出覆議，然而失敗。民進黨立院黨團提請大法官釋憲，在此同時，總統依法公布該條例，卻違反憲政慣例加以批註，並拒派代表參與三一九槍擊事件真相調查特別委員會。隨後真調會即召開會議，執政的民進黨則發動行政機關行使抵抗權。
同年12月15日司法院大法官作成585號釋憲，認為真調會條例「部分違憲」，宣告違憲的條例如下：
1. 三一九槍擊案刑事責任偵查權專屬真調會
2. 全部案卷證物移交真調會
3. 真調會行使職權不受《國家機密保護法》、《刑事訴訟法》等法律規定限制
4. 不得以涉及國家機密等理由規避或拒絕說明
5. 真調會有權對相關人做出限制出境處分

此一釋憲否定以泛藍成員為主的真調會大部分的職權，但該會仍得以改組並繼續運作。此後的真調會沒有刑事調查權，而行政部門仍嚴令所屬機構拒絕配合。該會2005年1月17日公佈的調查報告，斷言槍擊案是一場「操作選舉」。對立的泛綠質疑，在失去調查權力後，真調會的結論是並無根據，並認為這樣的結論是「由政治動機出發所做的荒謬推斷，完全無法令人接受。」真調會則反駁，釋憲後重組的真調會是合法機構，行政部門阻礙其運作，才是導致該會無法推動業務之主因。

## 各方觀點

### 呂秀蓮的意見
2007年4月，副總統呂秀蓮接受臺灣媒體訪問時公開指出，三一九事發當天她曾提出，由於自己與總統傷勢不重，應於包紮後即召開記者會安定輿情，為國安部門所拒。她同時聲稱總統府秘書長邱義仁把「三一九記者會開成那樣，害陳總統背黑鍋」。呂秀蓮堅稱該案絕無「作假」，但案發後的處理與調查都有疏失。她也不認同警方指陳義雄涉案的結論，她曾表態認為319槍擊案的真正目標並非陳水扁而是她。2008年中華民國總統選舉结束，吕秀莲在接受電視訪問時表示，新總統可以重新调查三一九事件，她的这个态度没有改变。呂秀蓮後來在發表「透視319」時，提出4種可能和七大瑕疵，這四種可能有：
1. 紅色（中國大陸），可能原因：消滅臺獨、打擊民進黨。不可能原因：應由職業狙擊手犯案，一槍斃命。
2. 藍色（泛藍），可能原因：阻卻陳呂連任，先下手為強使選舉延後，一旦暗殺成功，則選舉必須重新開始，然而綠色（泛綠）卻無其他人選能夠對抗連宋。不可能原因：沒有理由要殺副總統，且案發後連宋主動宣布停止競選活動，分別探視陳呂，展現一定善意。不過此點亦可視為連宋欲蓋彌彰意圖掩飾。
3. 綠色（泛綠），可能原因：為爭取同情拉抬選情。不可能原因：只要槍擊副總統即可，不必連總統一起挨槍。但是呂秀蓮表態認為319槍擊案的真正目標並非陳水扁而是她。
4. 黑色（賭盤或黑道），可能原因：選情後期翻轉，怕輸故鋌而走險。不可能原因：專案小組早排除此一可能，且陳義雄無簽賭嗜習。

七大瑕疵：
1. 槍彈出自唐守義製造？質疑點：真調會曾對兩者的製造方法與特徵尺寸提出專業質疑，唐守義也公開否認。
2. 陳義雄出錢買槍？質疑點：全憑陳義雄姐夫黃維藩的片面之詞。對陳義雄買槍的錢無法交代，槍枝至今也未尋獲。
3. 黃衣禿頭男出現槍擊熱區？質疑點：無人證實。黃衣禿頭男是否就是陳義雄，家屬的說法也前後不一。
4. 陳義雄的暗殺動機？質疑點：反扁挺藍就是槍擊案殺的強烈動機？陳義雄支吾其詞不等於默認犯案。
5. 陳義雄死因過分離奇？質疑點：應非意外落水，也非自殺。專案小組未查證陳義雄死前的行蹤；目擊者指稱看到陳義雄死前曾與3男1女現身安平港，專案小組卻以目擊者「眼誤」輕輕帶過，令人起疑。
6. 檢警一槍二彈說法？質疑點：專案小組似乎曲解李昌鈺原意，貿然認定陳義雄並無共犯，太過武斷草率。
7. 陳義雄0.63秒內連開2槍？質疑點：陳義雄無專業射擊能力，如何能在現場1千多名警力及隨扈保衛下，2槍2命中，案發後又從容逃逸無蹤？

### 李昌钰2008年的新说法
2008年2月18日晚，李昌钰在出席国际青年领袖基金晚宴演讲时说，案发之后没有封锁现场是重大失误，但他根据车玻璃弹孔判断，“枪手要射的人并不是站在前面的那个人，而是后面那个人（即呂副總統）”。
2008年2月19日，在美国法医学年会回答记者提问时，李昌钰再度确认称：“枪案的第一颗子弹是45度的角度，从左向右斜着进入，弹道是非常明确朝向吕秀莲”，他没有办法确定枪手的动机，“但是开第一枪时有足够的时间准备，也有足够的时间瞄准，因此第一枪打谁最能表现枪手的意图”，而他判断枪手的目标是吕秀莲。
至于第二颗子弹，他表示，瞄准的不一定是陈水扁。他解释，枪手打完第一枪之后应该没有足够的时间瞄准，加上吉普车正在前行，所以弹道显示子弹是射向吉普车，但那不一定是射向陈水扁。因为“如果是以陈水扁为目标，为何不瞄高一点，射击头部呢？”不过，李昌钰鉴定陈水扁腹部所受伤的确是枪伤。
后来李昌钰再次否认了“动机说”，称记者误解他的意思，自己只对物证和弹道负责，不会去分析枪手的动机。李昌鈺辨称：“呂副總統中彈是結果，但他無法根據現場跡證推論出歹徒射擊的目標就是呂副總統，因為槍手可能槍法很爛，或者本來只想朝吉普車開槍，並沒有設定要打呂副總統或陳水扁總統”。但在之前的报道中，记者就已经有提到李昌钰说自己无法确定枪手的动机。

### 李敖的说法
2005年9月，著名作家、历史学家李敖在参与凤凰卫视的《鲁豫有约》的节目（2005年9月22日播出）中指控，在CIA给他的一份李昌钰的侦办结果显示：三一九枪击案是“两个人、两把枪、两颗子弹（開兩槍）”，一个人是替罪羊（即陳義雄），另一个人是陈水扁自己安排的人，而不是现在所谓的“一个人、一把枪、两颗子弹（開兩槍）”。但是李昌钰是美國人，他在美国的指使下，没有把真相公布天下，而是把侦办的真实结果压下来。李敖在节目中表示：美国从此凭借手中掌握的三一九枪击案的真相为要挟，与陈水扁政府作政治交易，要求臺灣政府把6108亿臺币的天价军购案过关。

### 袁紅冰的說法
2012年，流亡海外的中國大陸作家與法學家袁紅冰在著作《被囚禁的臺灣》中稱，為因應陳水扁2000年當選中華民國總統後的情勢，中共便於2002年秋，“在胡錦濤主持下，由中共政治戰略專家辛旗設計出相應的對臺戰略──「囚」戰略，企圖透過對臺灣的政治、經濟、文化、宗教、社會的全面滲透，以及同美國的‘國家核心利益’交換，最終用「買下臺灣」的統戰方式，把自由的臺灣置於中共專制的政治法律制度的管轄之下”，“中共總參二部製造三·一九槍擊案的具體過程、透過慫恿發動紅衫軍運動，污名化陳水扁和民進黨政府，用司法迫害和政治誣陷強加在陳水扁身上的一切莫須有的‘罪名’”。

## 後續
- 2005年3月19日，政治屬性泛藍的民众重新號召其支持群眾，至總統府前遊行抗議，《聯合報》、《中央日報》及國民黨黨部皆宣稱有30萬餘人參與該場遊行。相對的，臺北市政府警察局和《自由時報》則表示大約有3至4萬人名參與者。甫進行扁宋會的親民黨主席宋楚瑜則選擇不主動、但亦不反對其成員遊行。然而，此一決定造成親民黨及泛蓝内部嚴重爭議，引发了部分泛蓝支持者的不满。

- 曾於1998年獲得監察院委託重新調查孫立人將軍案的中央研究院近代史研究所學者朱浤源，案發後一年間自行研究案情，出版了《槍擊總統？》一書，認定該案疑點甚多，可能屬於假造。朱浤源當年就讀於台大政治系博士班的指導教授，即為前任國民黨主席與總統候選人連戰，泛綠方面認為他立場與背景明顯偏袒泛藍，懷有偏見，論據不足採信。仍宜以檢調和刑事局等專業和有公權力機構之調查為準。

- 2006年3月15日，319真相调查委员会出版《319枪击事件调查经过及感想》一书。

- 2007年3月，由立法院協調組成的三一九槍擊事件真相調查特別委員會召集人王清峰在事件三週年前夕指出，釋憲後的真調會為合法的立院調查權行使機構，行政部門三年來皆拒為配合。但王清峰認為，該會雖受行政單位違法妨礙執行公務，仍能得出政府「破案」無理之結論，但本案至今未曾宣佈破案。

- 2007年4月，副總統呂秀蓮接受台灣媒體訪問時公開指出，三一九事發當天她曾提出，由於自己與總統傷勢不重，應於包紮後即召開記者會安定輿情，為國安部門所拒。她同時聲稱總統府秘書長邱義仁把「三一九記者會開成那樣，害陳總統背黑鍋」。呂秀蓮堅稱該案絕無「作假」，但案發後的處理與調查都有疏失。她也不認同警方指陳義雄涉案的結論，她曾表態認為319槍擊案的真正目標並非陳水扁而是她。2008年中華民國總統選舉结束，吕秀莲在接受电视访问时表示，新领导人可以重新调查三一九事件，她的这个态度没有改变。呂秀蓮後來在發表「透視319」時，提出了4種可能和七大瑕疵，本條目上面的段落裡有詳述，這裡不做贅述。

- 2018年马来西亚大选期间，张盛闻表示，希望联盟5月8日全国直播演讲时，他不希望马哈迪上演陈水扁枪击案而影响选情。他因此呼吁警方加强保护马哈迪人身安全[22][23][24]。

## 相關創作
- 《綠色恐怖分子》，羅大佑2004年專輯《美麗島》曲目
- 《彈道》，2008年香港電影
- 《幻術》，2019年臺灣電影

## 外部連結
- 0319總統副總統槍擊案結案報告（页面存档备份，存于），臺灣臺南地方法院檢察署
- 0319總統、副總統槍擊案專案報告，刑事警察局
- 陳水扁總統與呂秀蓮副總統遭槍擊案件調查報告（页面存档备份，存于），選任鑑定團（李昌鈺、Cyril Wecht..等人）